# Talsperre Florentino Ameghino
Die Talsperre Florentino Ameghino (spanisch Represa Florentino Ameghino bzw. Dique Florentino Ameghino) ist eine Talsperre mit Wasserkraftwerk in der Provinz Chubut, Argentinien. Sie staut den Río Chubut zu einem Stausee auf. Die Talsperre und das zugehörige Wasserkraftwerk werden auch als Wasserkraftwerkskomplex Florentino Ameghino (span. Complejo hidroeléctrico Florentino Ameghino) bezeichnet.
Die Talsperre dient dem Hochwasserschutz, der Stromerzeugung und der Bewässerung. Mit ihrem Bau wurde 1943 begonnen. Sie wurde im April 1963 fertiggestellt. Die Talsperre und das Wasserkraftwerk sind in Staatsbesitz (Secretaría de Energía de la Nación). Die Konzession für den Betrieb wurde der Hidroeléctrica Ameghino S.A. 1994 für 50 Jahre übertragen. Die Talsperre wurde nach dem Wissenschaftler Florentino Ameghino benannt.

## Absperrbauwerk
Das Absperrbauwerk ist eine Gewichtsstaumauer aus Beton mit einer Höhe von 70 m über dem Flussbett (maximale Höhe 113 m). Die Mauerkrone liegt auf einer Höhe von 170 m über dem Meeresspiegel. Die Länge der Mauerkrone beträgt 255 m, ihre Breite an der Krone 8,5 m. Das Volumen des Absperrbauwerks liegt bei 483.000 m³.
Die Staumauer verfügt sowohl über eine Hochwasserentlastung als auch über einen Grundablass. Über die Hochwasserentlastung können maximal 150 m³/s abgeleitet werden, über den Grundablass maximal 52 m³/s.

## Stausee
Das normale Stauziel liegt zwischen 137,7 und 166 m. Bei einem Stauziel von 166 m erstreckt sich der Stausee über eine Fläche von rund 74 km² und fasst 1,28 Mrd. m³ Wasser. Das maximale Stauziel beträgt 169 m, das minimale 102,25 m. Beim maximalen Stauziel fasst der Stausee 1,835 (bzw. 1,855) Mrd. m³ Wasser. Der Stausee erstreckt sich über eine Länge von 80 km.

## Kraftwerk
Das Maschinenhaus des Kraftwerks befindet sich am Fuß der Talsperre auf dem linken Flussufer. Die installierte Leistung beträgt 58 (bzw. 60) MW. Die durchschnittliche Jahreserzeugung wird mit 160 (bzw. 178) Mio. kWh angegeben. Das Kraftwerk ging am 4. November 1968 in Betrieb.
Die zwei Francis-Turbinen leisten jeweils maximal 29 MW. Die Nenndrehzahl der Turbinen beträgt 250 min−1. Die Fallhöhe liegt zwischen 41,7 und 68,6 m. Der Durchfluss beträgt 35 m³/s (maximal 105, minimal 25 m³/s).
In der Schaltanlage wird die Generatorspannung von 13,2 kV mittels Leistungstransformatoren auf 132 kV hochgespannt.